# محمد عيسى الحوراني
محمد عيسى عبد الله الحوراني (1965) أكاديمي أدبي وشاعر أردني. ولد في عنبة من محافظة إربد. درس اللغة العربية في جامعة دمشق، وتابع دراسته في جامعة اليرموك في إربد، حيث تخرّج بها. عمل مدرّسًا للّغة العربية. هو عضو اتحاد الكتاب الأردنيين وعضو مؤسس للنادي الثقافي العربي. له دواوين شعرية مطبوعة ومؤلفات وكتابات أدبية ونقدية.

## سيرته
ولد محمد عيسى عبد الله الحوراني سنة 1385 هـ/ 1965 م في عنبة في محافظة إربد الأردنية. أنهى دراسته الثانوية في 1983 ثم التحق بجامعة دمشق وانتقل إلى جامعة اليرموك حيث حصل منها على شهادة البكالوريوس في الللغة العربية وآدابها ثم الدكتوراه في تخصص الأدب والنقد منها. 

عمل في التدريس متنقلًا بين عدد من المديريات داخل المملكة. نشر أول مجموعته الشعرية في 1985، وأصبح عضوًا في اتحاد الكتاب الأردنيين وعضو مؤسس للنادي الثقافي العربي واتحاد الكتاب العرب واتحاد كتاب آسيا وأفريقيا، وعضو الهيئة الإدارية للجمعية العمومية لرؤساء أقسام اللغة العربية، وعضو سابق في لجنة التخطيط في أمانة سر مجلس التربية والتعليم في الأردن. ثم عمل عضو هيئة تحرير مجلة أوراق التي تصدر عن رابطة الكتاب الأردنيين، كما عمل محررا مسؤولا لمجلة رياض نجد التربوية ومستشارا لمجلة رواد الإبداع المحكمة.

له دراسات في الفن التشكيلي ودواوين الشعرية وعددا كبيرا من الدراسات والقصائد والمقالات في المجلات والصحف العربية.

يعمل حاليا رئيسا لقسم إعداد معلم اللغة العربية والتربية الإسلامية ورئيسا لقسم الدبلوم المهني للتدريس في جامعة العين للعلوم والتكنولوجيا، مقر أبو ظبي.

## جوائزه
حصل على الجوائز وشهادات التقدير والدروع لإسهاماته الأدبية والثقافية في الإبداع الأدبي، منها:
- 1986: المركز الثاني في الشعر في الجامعة الأردنية

## مؤلفاته
من دواوينه الشعرية:
- أنغام على آلة الموت، 1985
- بيادر الرماد، 1990
- طقوس بدائيّة
- مواسم قرطبة

في موضوعات أخرى:
- القمر في الشعر العربي، 2016
- الدهر في شعر ابن الرومي: دراسة تحليلية، 2018